# Filipe Mancini
Filipe Júlio Mancini (em italiano: Filippo Giulio Mancini; francês: Philippe Jules Mancini; Roma, 26 de maio de 1641 – Paris, 8 de maio de 1707), duque de Nevers, foi um militar e nobre francês de origem italiana. Era o único sobrinho varão sobrevivente do cardeal Mazarino, ministro-chefe da França, e irmão e primo das célebres Mazarinettes. Seu tio fez com que viesse para Paris com suas irmãs e assegurou-lhe um lugar privilegiado na alta sociedade parisiense. Na corte francesa era conhecido por ser um libertino dissoluto e tinha reputação de homossexual.
O cardeal Mazarino e a rainha-mãe Ana da Áustria desejavam que o irmão mais novo do jovem rei Luís XIV, o duque de Anjou fosse tornado politicamente inofensivo para seu irmão mais velho, de modo que Mancini recebeu a tarefa de se tornar seu amigo e confidente e controlar seu comportamento. Ele foi encorajado a fazer com que o príncipe se interessasse pelo prazer e nada mais, bem como a seduzi-lo, pois a homossexualidade aos olhos da época o tornaria politicamente inofensivo.

## Família
Filho de Geronima Mazzarini e do Barão romano Michele Mancini, Filipe casa-se, em 1670, com Diane Gabrielle Damas, filha de uma irmã de Madame de Montespan.
Desta união nascem seis filhos, incluindo:
- Diana Gabriela Vitória (Diane Gabrielle Victoire) (1672-1716), que se casará com Carlos Luís António de Hénin-Liénard, Príncipe de Chimay;
- Filipe Júlio Francisco (Philippe Jules François) (1676-1769), Príncipe de Vergagne, depois Duque de Nevers;
- Diana Adelaide Filipe (Diane Adélaïde Philippe) (1687-1747), que se casará com o Duque Luís Armando d'Estrées;[6]
- Jaime Hipólito (Jacques Hippolyte) (1690-1759), casado em 1719 com Ana Luísa de Noailles, cuja filha única, Maria Diana Zeferina (1726-1755), desposará Luís Héracles de Polignac. Eles são antepassados do Príncipe Alberto II de Mónaco.